# Jacques Goldberg
Jacques Goldberg (geboren am 16. Januar 1861 in Braunschweig; gestorben am 26. September 1934 in Berlin) war ein deutscher Musiker, Schauspieler, Regisseur und Theaterleiter.

## Leben
Seine Eltern waren Hirsch Goldberg (12. Juli 1807 in Wollstein – 10. Juni 1893 in Braunschweig), Vorbeter der jüdischen Gemeinde Braunschweig und dessen Ehefrau Marianne (Golda Miriam), geb. Rothgießer (31. August 1818 in Fraustadt – 5. Januar 1894 in Leipzig). Er hatte drei Geschwister: Albert (8. Juni 1847 in Braunschweig – 1. November 1906 in Leipzig), Opernregisseur und -sänger sowie Dirigent, Golde Georgine (* 28. Mai 1850) und Joseph Julius (* 18. April 1856). Der Theaterregisseur und Drehbuchautor Heinz Goldberg war sein Neffe.
Goldberg erhielt als Kind eine musikalische Ausbildung zum Violinisten und kam mit sechzehn Jahren in die Vereinigten Staaten, wo er unter anderem im Orchester von Cincinnati und anderen größeren Städten Nordamerikas spielte. Von dort im Jahr 1880 zurückgekehrt betätigte er sich als Schauspieler und später als Regisseur an deutschsprachigen Bühnen, so dem Hoftheater Coburg-Gotha und dem Landestheater Prag. Um 1895 war Goldberg offenbar Regisseur am königlich-deutschen Stadttheater in Prag. Darüber hinaus arbeitete er an den Stadttheatern in Magdeburg, Bremen, Essen, Hamburg, Krefeld und Mainz. In Prag inszenierte er als Oberregisseur die Bühnen-Uraufführung von Richard Wagners Die Feen. 1896 wurde Goldberg als Direktor an das Stadttheater in Stettin berufen. Nach dem Ende seines dortigen Engagement im Jahr 1900 führte Goldberg erstmals Tristan und Isolde am St. Georges-Hall-Theatre in London auf, im Anschluss gastierte er am Theater des Westens in Berlin. Weitere Engagements Goldbergs waren in der Folge 1905/1906 Stage-Direktor an der Metropolitan Opera, 1906 Düsseldorf, 1907 artistischer Direktor des Stadttheaters in Colmar (Théâtre Municipal de Colmar), 1910 Direktor und Oberregisseur der Königlichen Hofoper in Stockholm, 1913 Oberregisseur der Quinlan-Oper in London, 1918/1919 Oberregisseur am Stadttheater in Elberfeld, und 1919/1920 Oberregisseur der Finnischen Nationaloper in Helsinki. Sein Lustspiel „Ihr Ideal“ wurde wiederholt aufgeführt.

## Werk
- mit Wild-Queisner: Ihr Ideal. Lustspiel.[5]

## Auszeichnungen
- Königlich Schwedischer Wasaorden I. Klasse.[5]